# John Gay

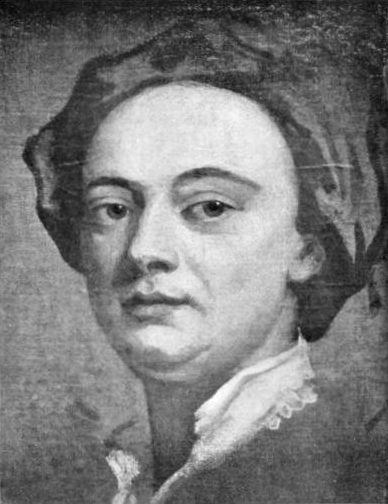
John Gay

John Gay (* 30. Juni 1685 in Barnstaple, Devonshire; † 4. Dezember 1732 in London) war ein englischer Schriftsteller, der vor allem Gedichte, Erzählungen, Romane und Fabeln verfasste. Zusammen mit Jonathan Swift, Alexander Pope und John Arbuthnot bildete Gay die als Scriblerus Club bekannte Gruppe von Tory-Satirikern.

## Leben
Aus spaniolischer Familie stammend, verlor Gay seine Eltern bereits in jungen Jahren und wuchs bei seinem Onkel, Reverend John Hammer auf. Seine schulische Bildung erhielt er in der Barnstable Grammar School. Danach begann er eine Lehre bei einem Seidenhändler in London. Diese Arbeit war ihm verhasst, und schon bald fand er Eingang in literarische Zirkel der englischen Hauptstadt. 1712–1714 arbeitete er als Sekretär im Haushalt der Duchess of Monmouth. Hier schrieb er im Jahr 1714 The Shepherd's Week, eine Sammlung von sechs Pastoralen (Schäfergedichte). Später wurde er Sekretär von Lord Clarendon, einem Abgeordneten der Torys. Nach dem Tode der Königin Anne wurde die Tory-Regierung gestürzt, so dass Gay arbeitslos wurde. Durch misslungene Finanzspekulationen verarmt, verbrachte er seine letzten Lebensjahre hauptsächlich bei seinen Gönnern, Duke und Duchess von Queensberry, in Wiltshire. 1732 kehrte er nach London zurück, wo er starb. Gay wurde in Westminster Abbey begraben. Auf seinem Grabstein steht sein Ausspruch:
Life is a jest, and all things show it;
I thought so once, and now I know it.
Das Leben ist ein Witz, und alles deutet darauf hin;
so dachte ich einst, nun weiß ich es.
Gays bekanntestes Werk ist das Textbuch zu dem satirischen Singspiel The Beggar’s Opera. Mit der Figur des Peachum, die sich an den bekanntesten englischen Verbrecher des 18. Jahrhunderts Jonathan Wild anlehnt, wurde damit gleichzeitig der britische Premier Robert Walpole karikiert. Die Musik schrieb Johann Christoph Pepusch. Pepusch entnahm die Themen der 69 Musik-Nummern populären Arien und Gesängen, komponierte selbst nur die Ouvertüre und ein Lied. Die Lieder der Beggar's Opera verwenden zum Teil die Melodien populärer Balladen, und Gays Texte enthalten Anspielungen auf die alten Balladentexte. The Beggar's Opera wurde 1728 im Londoner Lincoln's Inn Theatre uraufgeführt.

## Ausgaben
- John Gay: Die Bettleroper. Mit Zeichnungen von Josef Hegenbarth, 1961.